# Unicorn (banda)
Unicorn (ユニコーン) es una banda de rock japonesa, formada en 1986, que consta como miembros a Koichi Kawanishi (batería), Tamio Okuda (voz, guitarra rítmica), Isamu Teshima (guitarra principal), Kazushi Horiuchi (guitarra baja), y Yoshiharu Abe (teclado, voz). Persistieron hasta su separación en el año 1993,  pero se volvieron a reunir en el año 2009.
Había otra banda llamada Unicorn que no se debe confundirse con ésta, que grabó discos para Transatlantic, Charisma y Harvest  durante la década de los 70. Eran una banda de pop/folk/suave.

## Historia
La banda se formó en Hiroshima en el año 1986. Su primer álbum se llamó «Boom», que fue lanzado en 1987 por CBS/Sony, donde Isao Akira era el productor musical. El 4 de noviembre de 1988 asistieron al festival de artistas de la Universidad de Waseda.
En el año 1993 la banda se desintegra, pero para el año 2009 lanzaron su álbum de regreso,«Chambre», que se estrenó escalando la cima de las listas de éxitos en Japón convirtiéndose en el segundo grupo en hacer esto después de Kaguyahime en 1978. Con Chambre se ubicaron una semana en el primer puesto del ranking Oricon semanal.

## Discografía

### Álbumes de estudio
- Boom (1987)
- Panic Attack (1988)
- Hattori (1989)
- Kedamono no Arashi (1990)
- Odoru Kame Yapushi (1990)
- Have a Nice Day (1990)
- Hige to Boin (1991)
- Springman (1993)
- Chambre (2009)
- Z (2011)